# René van Zuuk
René van Zuuk (Doesburg, 3 september 1962) is een Nederlandse architect. Hij studeerde in 1988 af aan de Technische Universiteit Eindhoven aan de faculteit Bouwkunde op het gebied van bouwproductietechniek. Tussen 2005 en 2010 keerde van Zuuk terug op de faculteit als hoogleraar.

## Biografie

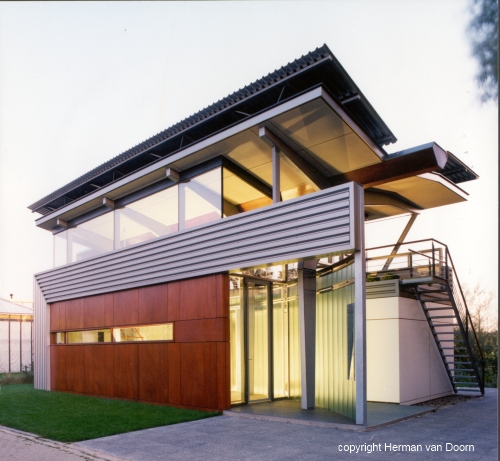
"Psyche", Almere

Direct na zijn afstuderen begon hij te werken bij Skidmore, Owings & Merrill (1988-1989). In 1989 won hij de prijs 'Ongewoon wonen II' in Almere met zijn eigen woonhuis 'Psyche'. Na de realisatie van zijn woonhuis in 1993 richtte hij René van Zuuk Architecten op in Almere.
Het bureau kent een zeer gevarieerd portfolio, waaronder het Architectuurcentrum ARCAM te Amsterdam, appartementencomplex Block 16 te Almere en het Jeugdcomplex 'De Toekomst' van Ajax te Amsterdam. In 2005 heeft van Zuuk in een tijdsbestek van slechts vijf weken het ontwerp voor het Paviljoen in Roosendaal gemaakt.
Van Zuuk staat bekend om zijn sculpturale ontwerpen waarbij er wordt gezocht naar standaard structuren om zo nieuwe vormen te creëren die bouwbaar en kostenbewust zijn. Hierbij gaat het volgens hem echter nooit om de vorm op zichzelf, maar om het ruimtelijk effect, dat perfect aansluit bij het gebruik en de functie van het gebouw Van Zuuk is een groot aanhanger van prefab bouwsystemen en besteedt veel aandacht aan vorm en materiaal, dit komt duidelijk terug bijvoorbeeld Blok 16 te Almere. Hierbij worden de grenzen van tunnelbekisting opgezocht. Dit appartementencomplex wordt in de volksmond ook wel The Wave genoemd, refererend aan de 'golvende' gevel.

## Kantoor
Na de afronding van zijn woning 'Project X' in 2004 is het kantoor gehuisvest in het voormalig woonhuis van Van Zuuk. Het voormalige woonhuis met de naam 'Psyche' was een van zijn eerste ontwerpen. Dit ongebruikelijke woonhuis is gebouwd op 'de Fantasie' in 1992. Dit is een kleine woonwijk voor experimentele woningbouw in Almere.

## Erkenning
Al vanaf zijn studententijd kreeg van Zuuk erkenning voor zijn werk. Zo ontving hij in 1987 eervolle vermeldingen bij de Archiprix en de Studenten Staalprijs. In 1995 kreeg hij de Charlotte Köhler Prijs voor architectuur toegekend. In 1998 ontving hij voor zijn ontwerp voor de tribune van sportcomplex 'De Toekomst' de Nationale Staalprijs. Een jaar later werd hij geprezen met de 'Architectuurprijs Almere' voor zijn ontwerp voor de villa van familie Van Diepen.. Deze prijs, uitgereikt door architectuurinstituut CASla in Almere wordt eens per twee jaar uitgereikt. In 2003 ontving van Zuuk de derde prijs voor Block 16. In 2002 werd van van Zuuk eveneens genomineerd voor de Nederlandse bouwprijs voor het beste gebouw ontworpen door een jonge architect. Voor de opvallende woontoren Belvedère won hij de Hilversumse Architectuurprijs en de Betonprijs 2019.

## Kenmerkende projecten
- 1995-1996 Sportpark De Toekomst
- 1997-2000 De Verbeelding
- 1999-2003 ARCAM
- 1999-2004 Blok 16, The Wave (Almere)
- 2002-2006 Zilverparkkade
- 2003-2008 Project X
- 2004-2008 Spikvoorde II
- 2005-2009 Paviljoen Roosendaal
- 2003-2011 Spikvoorde I
- 2007-2011 Brandweerkazerne Dordrecht
- 2009-2011 Sportgebouwen Boshuizerkade Leiden
- 2011-2018 Woontoren Belvedère Hilversum

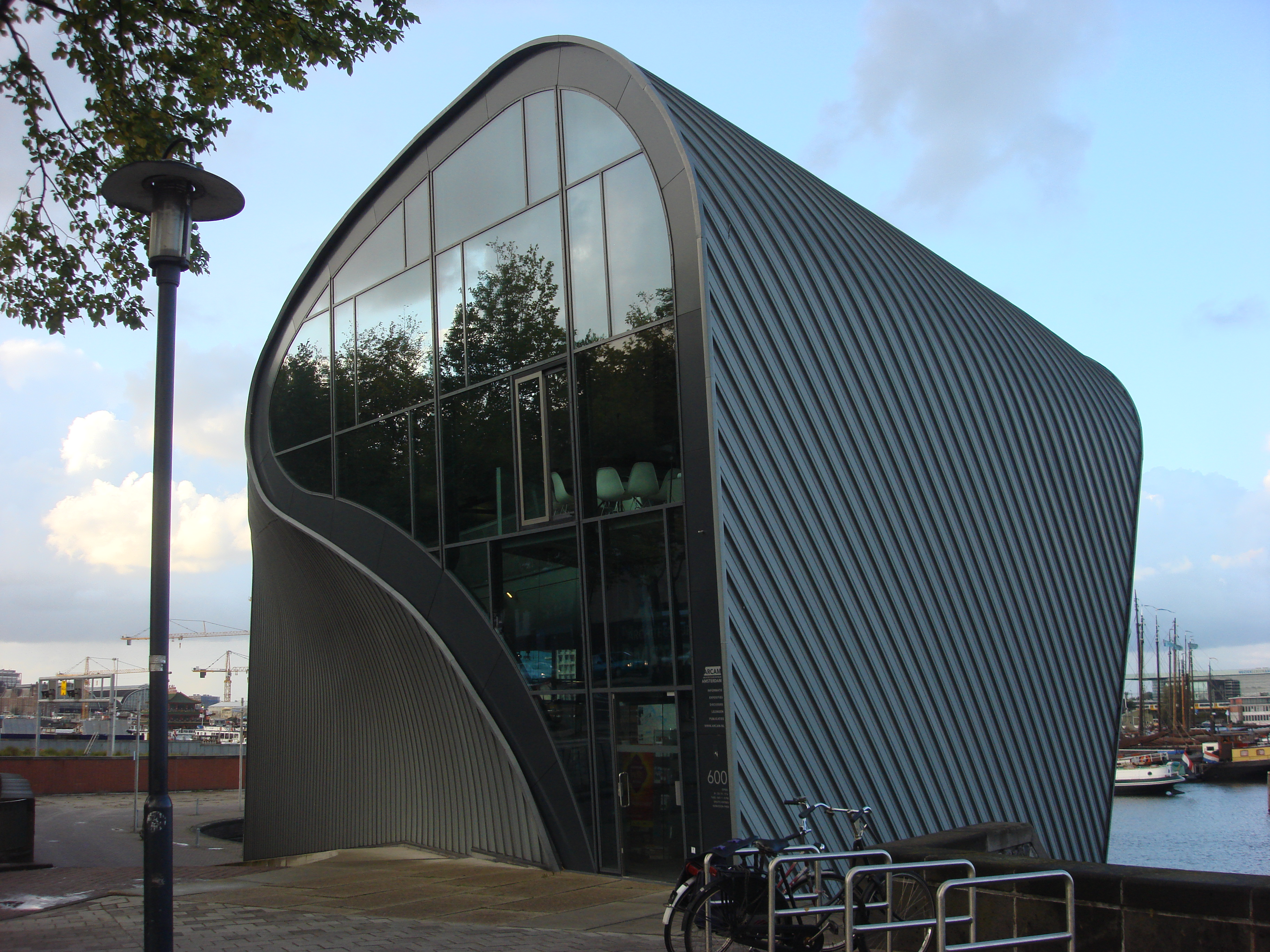
ARCAM, Amsterdam
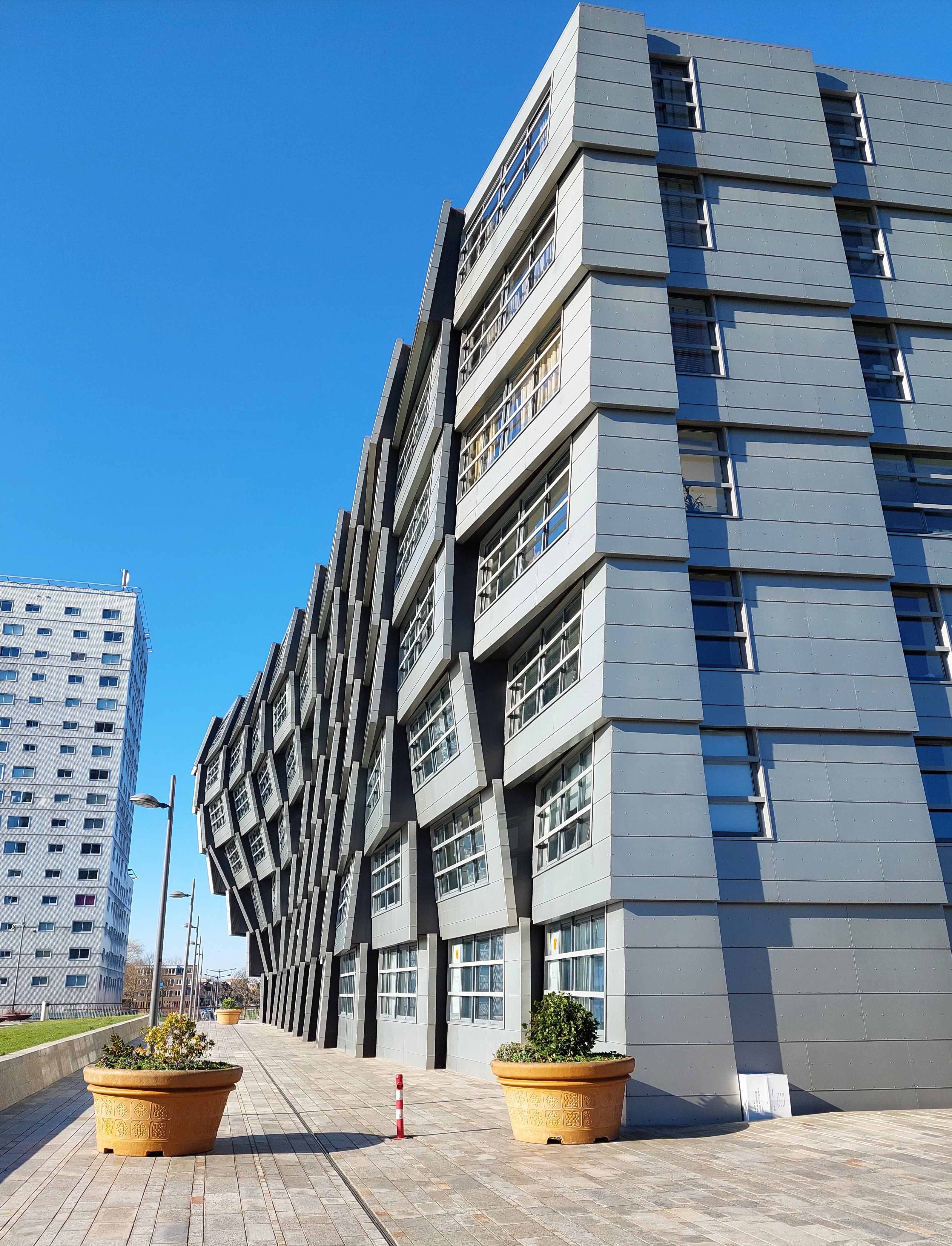
The Wave, Almere
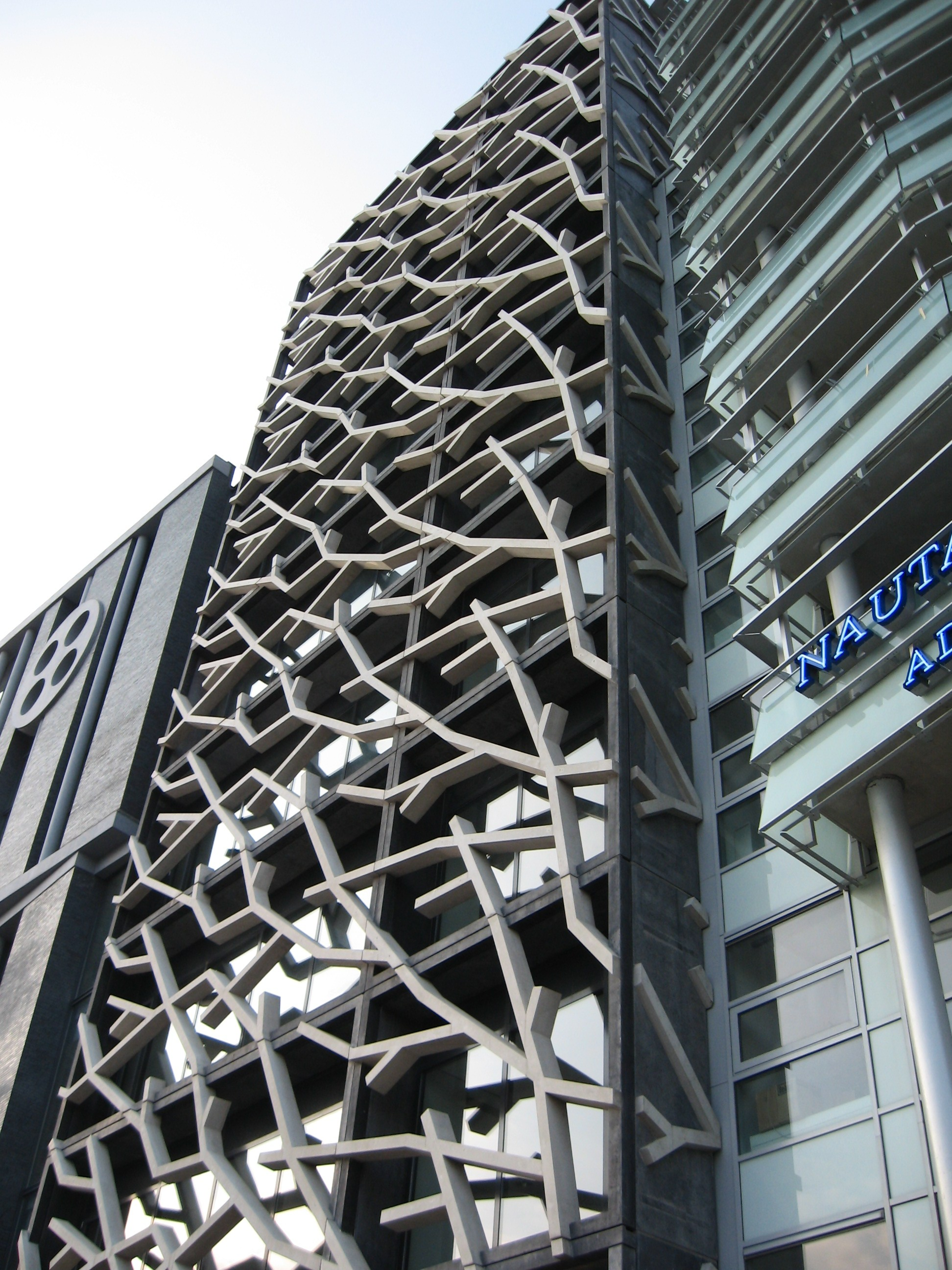
Gebouw Dominor, Zilverparkkade Lelystad
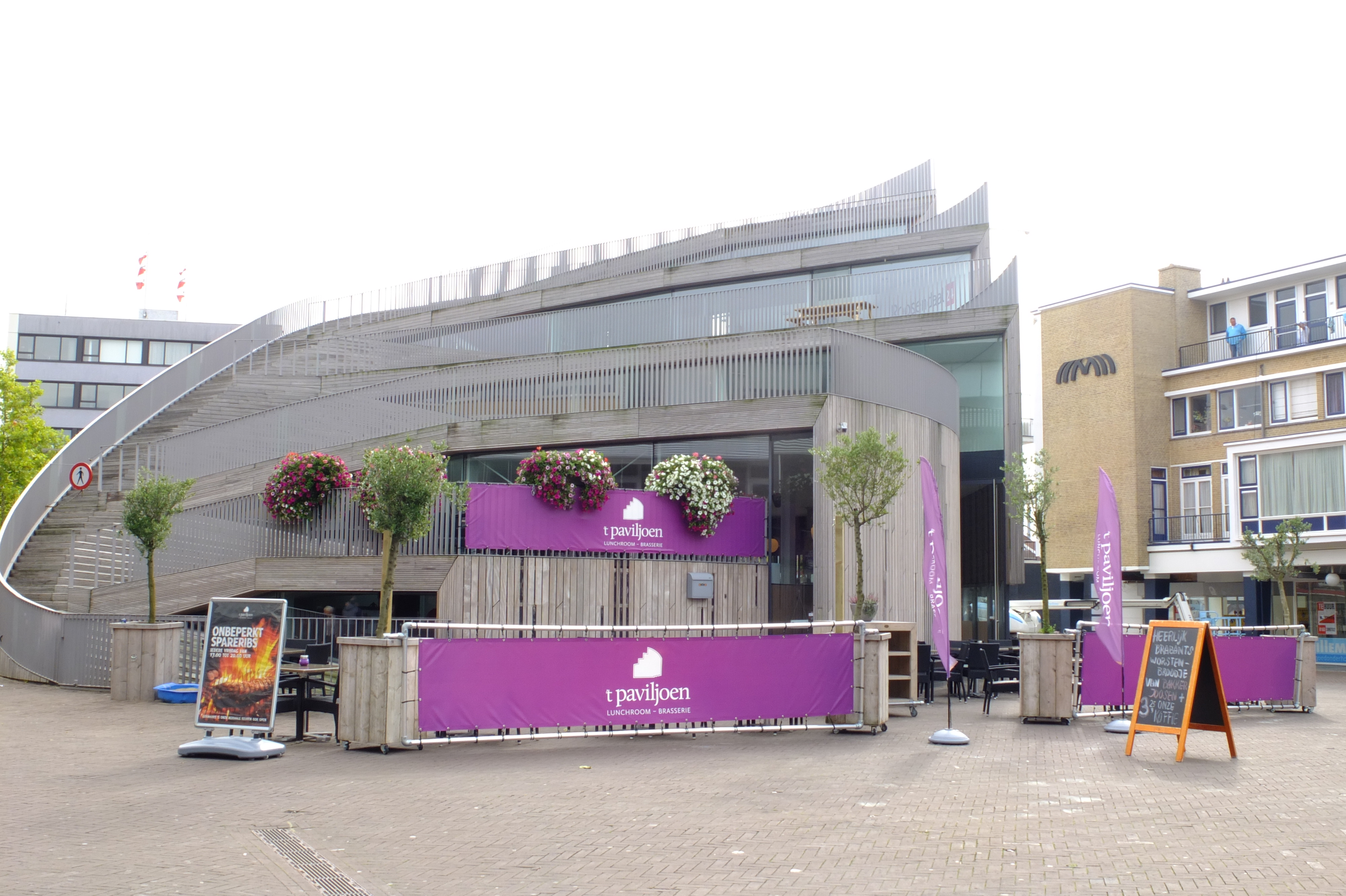
Paviljoen Roosendaal
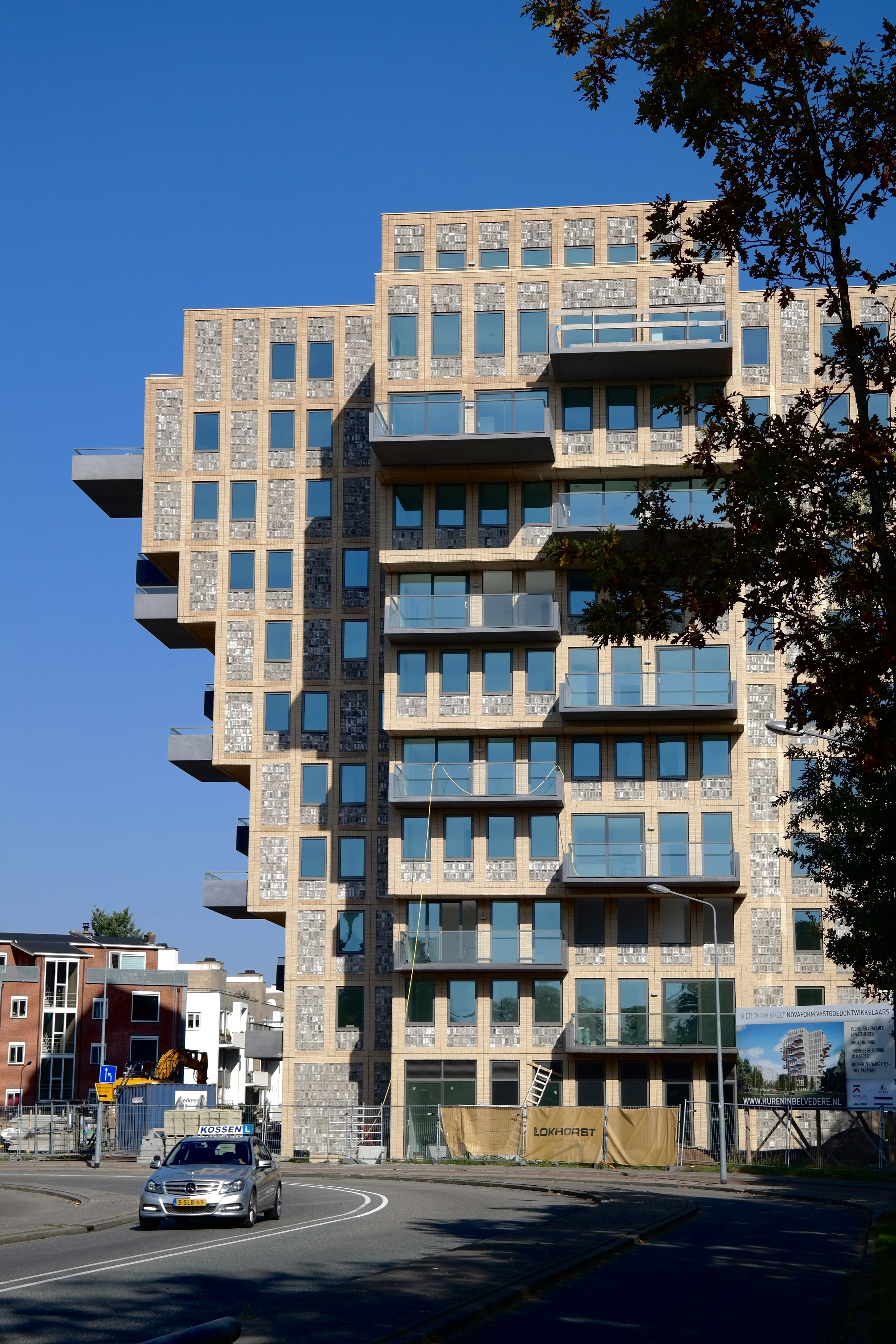
Woontoren Belvedère, Hilversum